# Küblis
Küblis és un municipi del cantó dels Grisons (Suïssa), situat al districte de Prättigau/Davos.